# Affonsea trigyna
Affonsea trigyna là một loài thực vật có hoa trong họ Đậu. Loài này được (Rusby) Burkart mô tả khoa học đầu tiên.